# 台北捷運南北線
南北線（なんぼくせん）は、台湾台北市中山区から内湖区、松山区、信義区を経て新北市中和区・永和区を結ぶ計画だった台北捷運の未成線。路線の全長は17.1 km。環状線と直通運転する計画があったが、着工に至らず2017年3月に別路線の計画に統合された。

## 歴史
- 2007年4月 - 市政府が計画案策定着手。[1]
- 2008年1月7日 - 第1次環境アセスメント計画提出[1]。
- 2012年12月28日 - 第2次環境アセスメント計画着手、翌1月に完成[1]。
- 2014年11月3日 - 実現可能性調査（以下F/S）報告が行政院で承認される[1]。

2016年、台北市長の柯文哲が通勤流入人口10万人超の科学園区（内湖科学園区）を擁する内湖区と副都心である信義区の通勤ラッシュ緩和のための「内湖2.0構想」で、緊急策として文湖線の増便や時差通勤定期割引の導入や、車両（VAL256型電車、370型電車）への収納式座席を掲げたものの、輸送量の少ない新交通システムでは限度があり、次いで「内湖信義LRT（繁体字中国語: 內湖-信義輕軌運輸系統）」構想を打ち出した。
かつて2000年代に未成線となった松山駅と象山駅・市政府駅・台北101を結ぶHSST規格での軌道路線
「信義区ライトレール構想」の修正案ともいえる。
このエリアの西側は当路線の構想があったが、環境アセスメントの段階で足踏みしているだけでなく、開業後の車両基地用地も確保の見通しが立たないことから、
2017年3月に台北市政府捷運工程局の計画路線リストから削除され、剣南路駅から松山駅、永春駅、象山駅を経由する新たな捷運路線に併合のうえ、前述の「信義LRT」と似たルートの「台北市東側南北方向軌道運輸系統」
として実現可能性調査から再スタートすることになる。

## 駅一覧
■灰色背景は建設中または計画中の路線。
| 駅番号                 | 駅名                  | 駅名                  | 駅名                                           | 接続路線・備考                  | 所在地 | 所在地        |
| 駅番号                 | 日本語                | 繁体字中国語          | 英語                                           | 接続路線・備考                  | 所在地 | 所在地        |
| ---------------------- | --------------------- | --------------------- | ---------------------------------------------- | ------------------------------- | ------ | ------------- |
| Y44                    | 秀朗橋駅              | 秀朗橋站              | Xinlang Bridge Station                         | ■黄線（環状線）                 | 新北市 | 中和区        |
| Y43                    | 得和駅                | 得和站                | Dehe Station                                   |                                 | 新北市 | 永和区        |
| Y42                    | 福和駅                | 福和站                | Fuhe Station                                   |                                 | 新北市 | 永和区        |
| Y41                    | 公館駅 (台湾大学)     | 公館站 (台灣大學)     | Gongguan Station (National Taiwan University)  | ■緑線（新店線）                 | 台北市 | 中正区 大安区 |
| Y40                    | 龍安陂駅 (智慧財産局) | 龍安陂站 (智慧財產局) | Loganpi Station (Intellectual Property Office) |                                 | 台北市 | 大安区        |
| Y39                    | 六張犁駅              | 六張犁站              | Liuzhangli Station Lioujhangli Station         | ■棕線（文山線）                 | 台北市 | 大安区 信義区 |
| Y38                    | 三張犁駅              | 三張犁站              | Sanzhangli Station                             |                                 | 台北市 | 大安区 信義区 |
| Y37                    | 国父紀念館駅          | 國父紀念館站          | Sun Yat-Sen Memorial Hall Station              | ■藍線（南港線）                 | 台北市 | 大安区 信義区 |
| Y36                    | 頂東勢駅 (監理処)     | 頂東勢站 (監理處)     | Dingdongshi Station (Motor Veheiles Office)    |                                 | 台北市 | 松山区        |
| Y35                    | 西松駅 (健康新城)     | 西松站 (健康新城)     | Xisong Station (Jiankang New Town)             |                                 | 台北市 | 松山区        |
| Y34                    | 旧里族駅 (河浜高中)   | 舊里族站 (河濱高中)   | Jiulizu Station (Hebin Senior High School)     | ■民生汐止線                     | 台北市 | 内湖区        |
| Y33                    | 下湾子駅 (三民国中)   | 下灣子站 (三民國中)   | Xiawanzi Station (Sanmin Junior High School)   |                                 | 台北市 | 内湖区        |
| Y32                    | 瑞湖街駅              | 瑞湖街站              | Ruihu Street Station                           |                                 | 台北市 | 内湖区        |
| Y31                    | 洲子駅                | 洲子站                | Zhouzi Station                                 |                                 | 台北市 | 内湖区        |
| Y30                    | 下塔悠駅 (浜江国中)   | 下塔悠站 (濱江國中)   | Xiatayou Station (Binjiang Junior High School) |                                 | 台北市 | 中山区        |
| Y29                    | 剣南路駅 (美麗華)     | 劍南路站 (美麗華)     | Jiannan Road Station (Miramar)                 | ■棕線（内湖線） ■黄線（環状線） | 台北市 | 中山区        |
| 環状線へ直通運転を予定 |                       |                       |                                                |                                 |        |               |